# Partido Republicano-Socialista (França)
O Partido Republicano-Socialista (PRS) foi um partido político francês da Terceira República Francesa que existiu em várias formas de 1911 a 1935. Foi fundado por "socialistas independentes" que se recusaram a aderir a “Seção Francesa da Internacional Operária (SFIO)”, criada em 1905.

## Histórico
O “Partido Republicano-Socialista (PRS)” era um partido socialista reformista (e, portanto, não marxista) com a premissa de reconciliar capital e trabalho. Uma de suas figuras-chave, René Viviani, foi o primeiro ministro do Trabalho da história política francesa, em 1906.
No entanto, o PRS não conseguiu superar uma dupla contradição: uma contradição ideológica em um contexto político onde as divisões eram muito acentuadas; uma contradição organizacional na impossível conciliação entre o desejo de uma organização forte, como a da SFIO, e uma aspiração igualmente forte à independência por parte das figuras proeminentes do grupo parlamentar.